# Neskaupstaður
Neskaupstaður är ett samhälle i nordöstra Island, i kommunen Fjarðabyggð. Neskaupstaður kallas också Norðfjörður. År 2021 bodde ca 1 450 invånare i denna tätort. Den 20 december 1974 drabbades samhället av ett förödande snöskred och tolv personer miste livet.